# 莫姆奇爾格勒市鎮

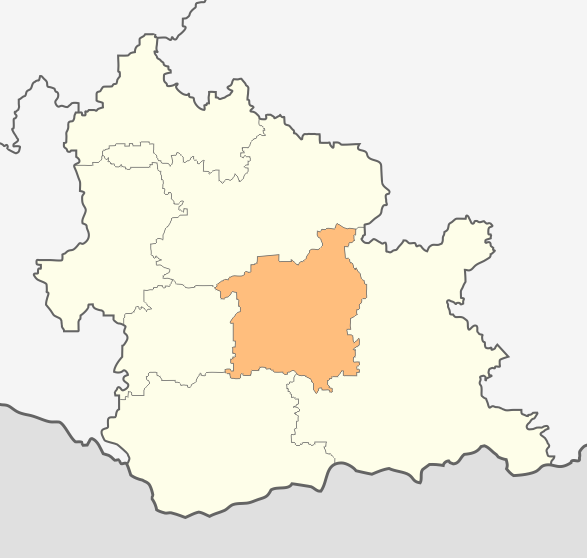

莫姆奇爾格勒市，是保加利亞的城鎮，位於該國南部，由克爾賈利州負責管轄，首府設於莫姆奇爾格勒，面積358.12平方公里，2011年人口16,263，人口密度每平方公里45.41人。
41°32′N 25°25′E / 41.533°N 25.417°E